# Ten Ede
Ten Ede is een gehucht van de gemeente Wetteren, centraal in de Belgische provincie Oost-Vlaanderen. Het ligt ten noorden van de Schelde. 

## Naam, oorsprong en geschiedenis

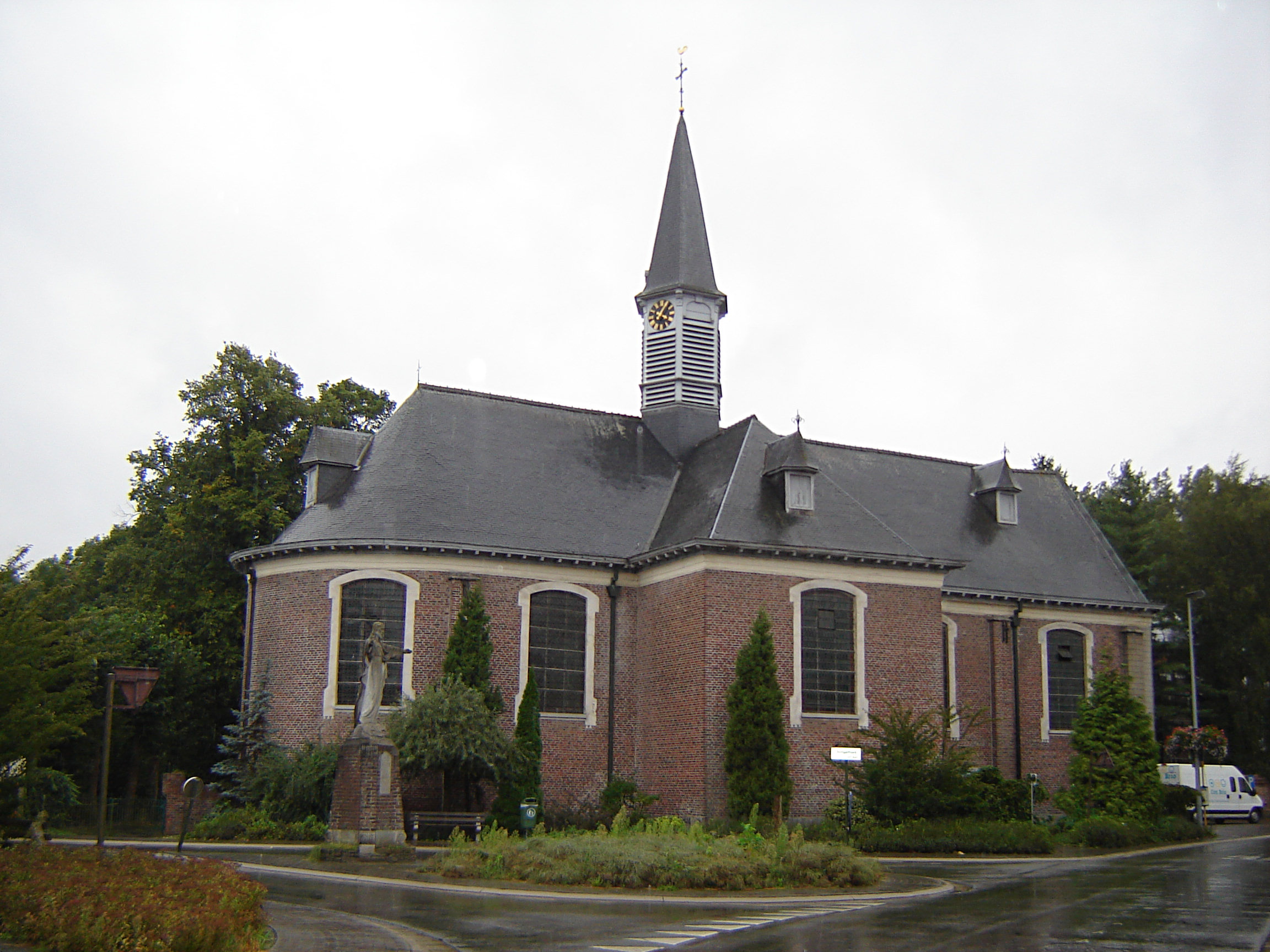
Ten Ede, Sint-Annakerk.

Bewoners van Ten Ede en Wetteren noemen de woonplaats gewoonlijk D'n Ee, terwijl men in omringende dialecten ernaar verwijst als Wetternee/Wetternieë. Zoals vrijwel alle Belgische dorpen vertoont Ten Ede veel lintbebouwing langs de wegen, die hoofdzakelijk de zandruggen volgden. Er zijn geen grote doorgaande wegen, zodat er bijvoorbeeld zelden legers doorheen trokken. Tot begin 20e eeuw was het een landbouwgemeente.
Voor de geografie, evenals voor het ontstaan en belangrijke historische en economische aspecten van Ten Ede, zijn de begrenzing door de Schelde in het zuiden en de locatie op enkele rivierduinen in de Vlaamse Vallei van groot belang: In het noorden bevindt zich op de grens met Laarne het halfcirkelvormige duin Prullenbos, in het oosten de heuvel waarop het centrum van Wetteren ligt en in het midden de zandige verhevenheid Speelberg, waarop zich de eerste bewoners van Ten Ede vestigden. In het westen werd de plaats begrensd door een drassig gebied rond een nu rechtgetrokken Scheldearm en in het oosten door Overschelde. Vanaf de Speelberg liep een onverharde weg om de kapel heen naar de wijk Dompelhoek en de Schelde, een andere naar Voorde, een derde naar Laarne.
Bij de volkstelling van 1876 onderscheidde men er 6 wijken, namelijk: Dompelhoek, Duilhoek, Ede Dorp, Oombergen en Bommels, Steendam, Voorde; er werden in totaal 1304 inwoners van Ten Ede geregistreerd.
De naam Ten Ede verwijst nog duidelijk naar de zanderige heide.
Volgens Rawoens is Ten Ede mogelijk de oudste kern van Wetteren (dat voor het eerst in 980 wordt vermeld), terwijl ook Broeckaert verwijst naar een akte van Otto II uit 976, waarin al sprake van een aldaargelegen kerk. Het is echter de vraag of met deze laatste al de kleine kapel bedoeld wordt die als voorloper van de huidige kerk bestond: van deze kapel is pas voor het eerst sprake in een rekening van de baljuw uit 1454. Ze ligt ongeveer even ver van de kerk van Wetteren als van die van Laarne en Heusden.
Van een belangwekkende oorkonde, die over Ten Ede en de kapel van toen moet gaan, kon, door bestudering van de aanzienlijksten onder de twintig getuigen (waaronder Simon van Vermandois en Arnulf van Munte), het jaartal op 1132 (tussen 23 september en 24 december) worden vastgesteld: In aanwezigheid van hen verplicht Daniel, heer van Dendermonde, zich daarin zijn juridische macht aan te wenden om de parochianen van die kapel ("de kapel die gelegen is benoorden de oever van de Schelde bij Wetteren of behorende tot de kerk van Laarne") desnoods ertoe te dwingen alle begrafenisrechten, offeranden, tienden, altaargiften en andere parochiale inkomsten af te dragen aan de abt van Saint-Nicolas-aux-Bois in Picardië.

Een dergelijk document, waarin de wereldlijke en kerkelijke macht elkaar verstevigden, was nodig omdat Wetteren vanwege zijn ligging op de rechteroever van de Schelde bij het bisdom Kamerijk hoorde, terwijl Ten Ede, Heusden, Laarne en Kalken onder de bisschop van Doornik vielen. In een andere oorkonde enkele maanden eerder (tussen 26 april 1131 en 23 september 1132) had bisschop Lietardus van Kamerijk vastgelegd dat de inkomsten van het altaar van Wetteren voortaan werden afgestaan aan dezelfde abdij. Daarbij waren er al afspraken gemaakt waarin de pastoor van Wetteren parochianen aan de noordzijde van de Schelde had en anderzijds zowel hij als die bewoners gehoorzaamheid aan de dag zouden leggen tegenover de deken van het bisdom Doornik. Deze samenvoeging (coniunctio) van twee parochies uit verschillende bisdommen gebeurde door de beide bisschoppen, met toestemming van de aartsbisschop van Reims.

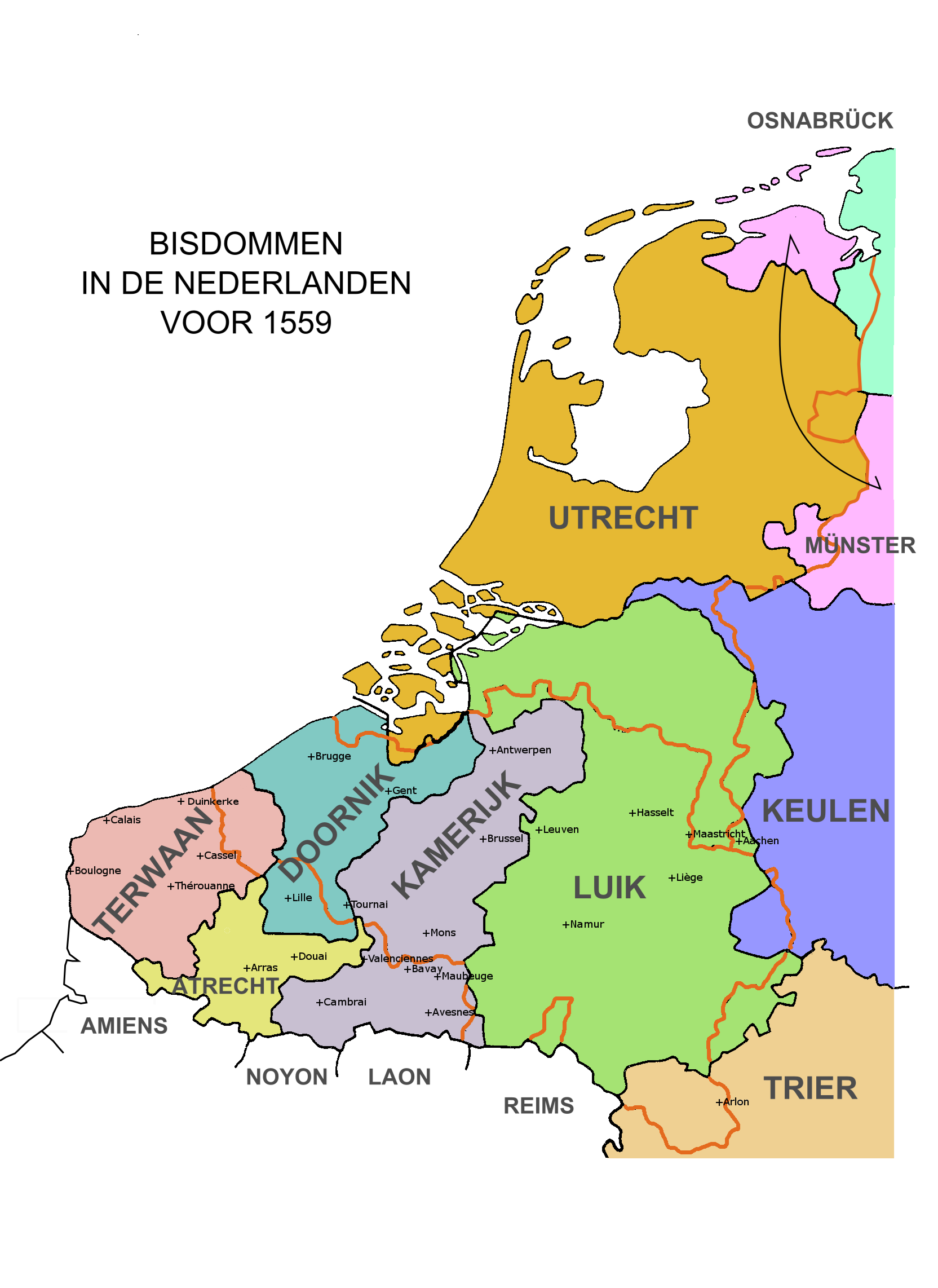
Bisdommen in de Nederlanden vóór 1559, met inzake Ten Ede de Schelde als grens tussen de bisdommen Kamerijk en Doornik

Door het feit dat er pas in 1791 een vaste brug over de Schelde kwam en Ten Ede tot de parochie van Wetteren behoorde vergden alle kerkelijke gebeurtenissen (ook begrafenissen), evenals belangrijke wereldlijke, al gauw een reis van twee uur, lopend en per (veer-)boot. Dat gold ook voor het wekelijks bijwonen van de mis. Velen woonden op zondag de mis dan maar bij in Laarne of Melle, maar deze wegen waren onveilig.
Het veer bevond zich bij de Brugstraat, ongeveer op de plaats van de oude passerelle (die van 1957 tot 2018 dienst deed). Niet toevallig was dit ter hoogte van de wijk Voorde, waarvan de naam erop wijst dat bij deze plek de Schelde voorheen al het makkelijkst over te steken was. In 1571 was er een brug gebouwd, maar deze werd acht jaar later alweer vernield. Bij de plundering en verwoesting van Wetteren door de Gentse republikeinen in 1579 zochten de Wetteraars hun toevlucht op Ten Ede en Overschelde.
Door dit gebrek aan infrastructuur, door overstromingen van de Schelde en door de drassige omgeving was het gehucht rond de wintermaanden vaak bijna een eiland, geïsoleerd van de omgeving.

Verschillende wereldlijke en geestelijke heersers verwierven er wel rechten; in een brief aan de Raad van Vlaanderen, dd. 18 juli 1776, staan als rechthebbenden op de tienden van Ten Ede vermeld:
- de abt van Saint-Nicolas-aux-Bois
- de Abdij van Baudelo in Gent
- het kapittel van Dendermonde
- het Sint-Veerlekapittel in Gent
- de pastoor van Wetteren
- de bisschop van Gent

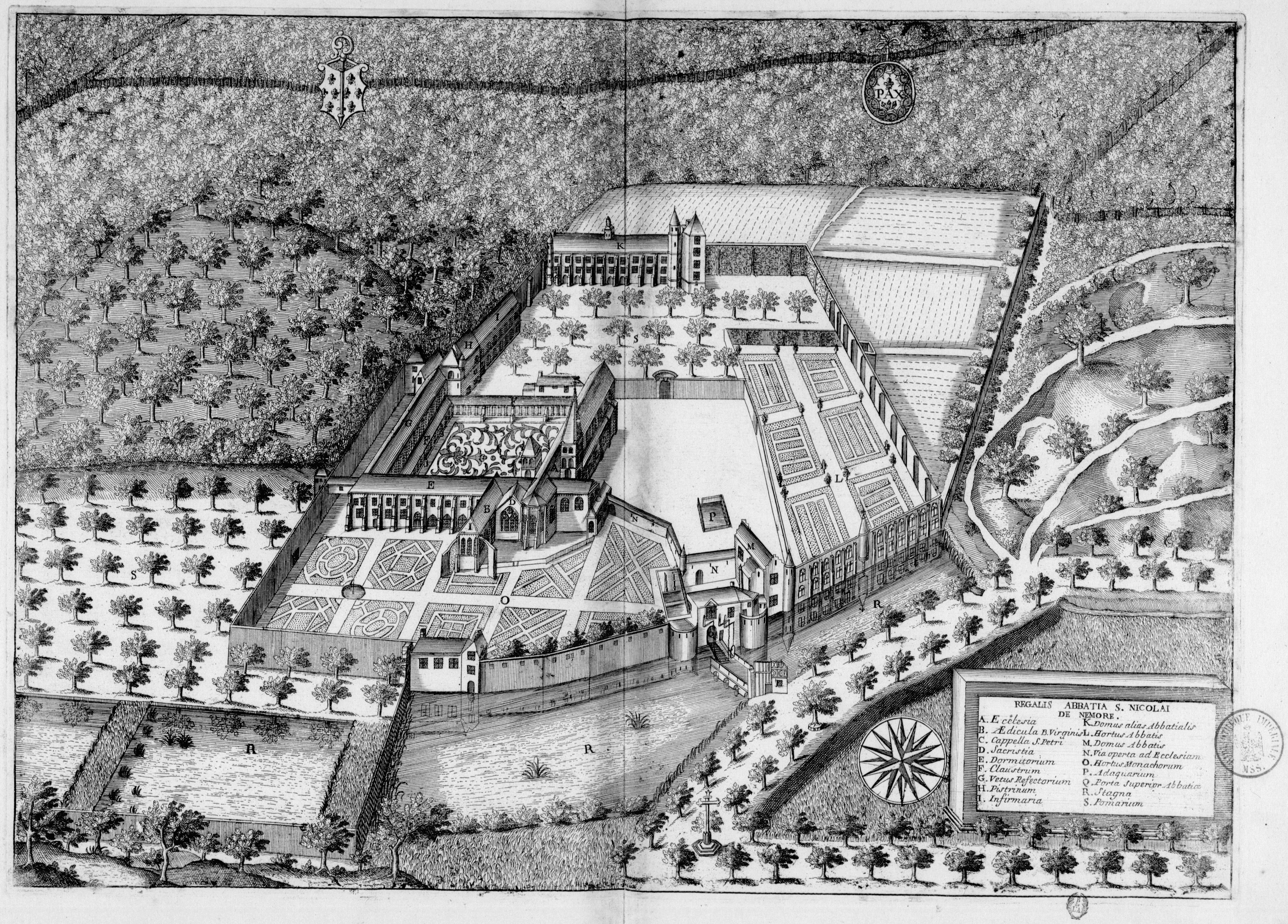
Abdij van Saint-Nicolas-aux-Bois (Picardië), 17e-eeuwse ets uit het Monasticon Gallicanum

Vanaf 1662 zijn er documenten waaruit blijkt dat de inwoners van Ten Ede schriftelijk erop begonnen aan te dringen dat er een onderpastoor op de "noortkant van de Schelde" zou komen wonen en er op zondag ook de mis zou opdragen. Ze voeren daarbij onder andere aan dat de nochtans bereidwillige onderpastoor uit Wetteren vaak te laat Ten Ede bereikt, zoals kort daarvoor nog voor de laatste sacramenten van de zoon van de schoenlapper. Er volgden nog vele brieven en procedures, ten opzichte van kerkelijke instanties. In 1679 werd een petitie opgesteld, waar als eerste door de bisschop van Laon (tevens abt van Saint-Nicolas-aux-Bois) vanuit Rome in gunstige zin op werd gereageerd, doch deze bleek onvoldoende op de hoogte van de plaatselijke omstandigheden.

Vanwege hun onvrede weigerden de inwoners van Ten Ede in 1684 nog langer belastingen te betalen aan de Wetterse pastoor Adriaan de la Marche, maar vier jaar later werden ze daartoe alsnog veroordeeld door de Raad van Vlaanderen, die in datzelfde jaar echter ook besliste dat een onderpastoor op zondag de mis moest gaan lezen in het gehucht. Dit verliep duidelijk niet naar tevredenheid, want in 1700 diende alweer een nieuw proces bij dezelfde instantie omdat de bewoners van Ten Ede sinds 1695 aan de onderpastoor "64 ponden elf stuyvers" schuldig waren voor het wekelijks opdragen van de mis in hun kapel.

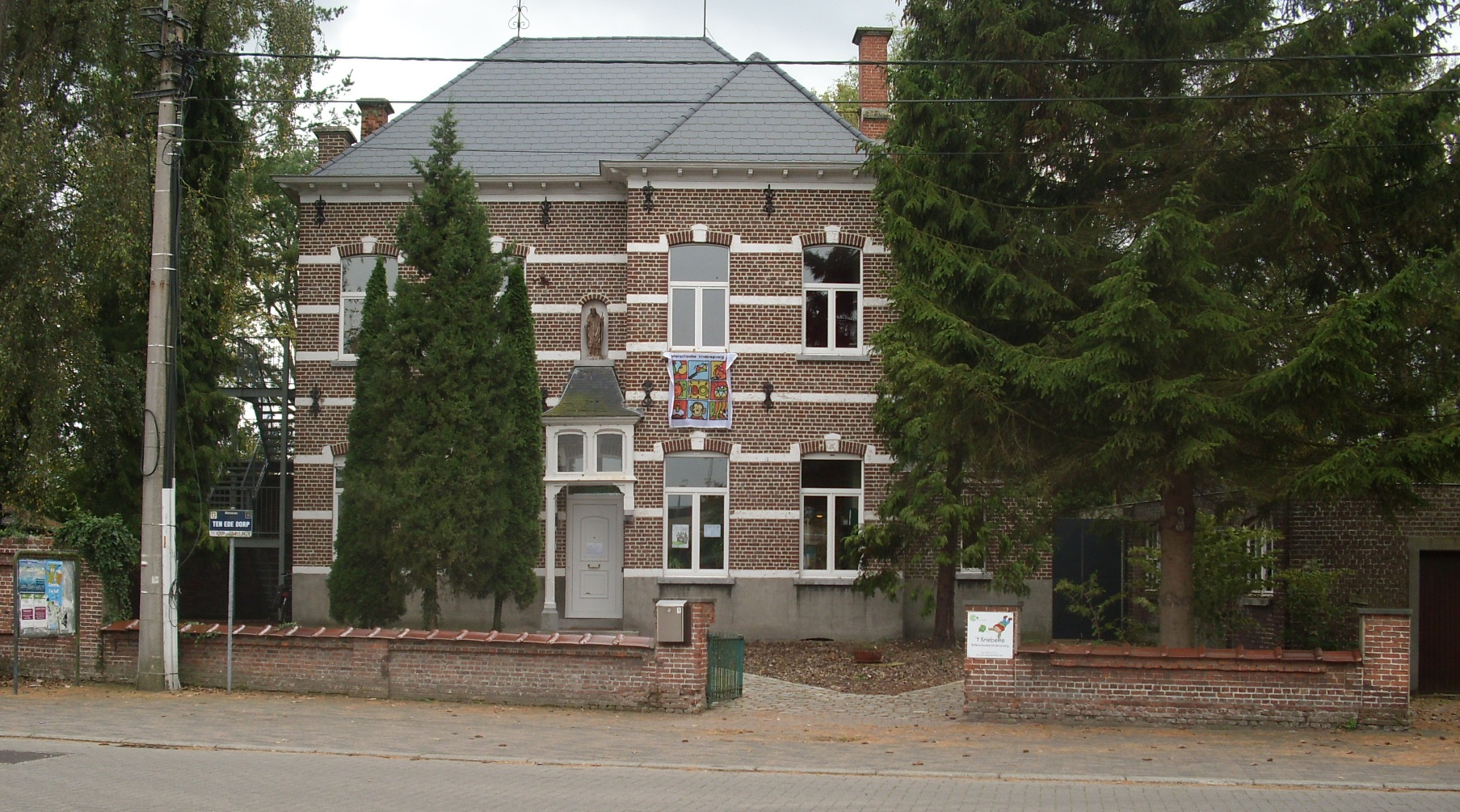
Pastorie Ten Ede, in 1893 herbouwd door Joseph De Bosscher

In 1756, enkele jaren nadat bisschop van der Noot er eindelijk een kerk had ingewijd, verzochten de inwoners van het gehucht hem ook om een pastoor; daarbij voerden ze dezelfde argumenten omtrent hun isolement aan. Op dit verzoek werd niet ingegaan, wat twintig jaar later tot een geding voor de Raad van Vlaanderen leidde. Daarbij werden uitvoerig de gevolgen beschreven van het feit dat in 1774 "de winterwaeteren soodanig groot ende hoogh geresen syn dat het absolutelyck onmogelyck" was om de weduwe Schatteman in Wetteren te gaan begraven.
In 1791 werd er eindelijk een nieuwe brug gebouwd, al werd deze twee jaar later opgeblazen door generaal Dumouriez, bij zijn aftocht na de Slag bij Neerwinden.
In 1799, tijdens de Franse Tijd in België, mocht men ook voor en rond de kerk begraven; een jaar eerder was daaraan een proost toegewezen, die er in een huis kon wonen dat in 1816 door Frans-Bernard Huyttens aan de proosdij werd geschonken. In 1893 werd dit verbouwd tot de huidige pastorie. Maar het vergde nog meerdere vruchteloze verzoeken aan de kerkelijke instanties, en ook aan de gemeente Wetteren, alvorens Ten Ede op 14 januari 1875 een zelfstandige parochie werd met een eigen pastoor.
In 1778 werd in de wijk Voorde de Koninklijke Buskruitfabriek Cooppal opgericht, die van dan af een steeds belangrijker werkgever werd voor de hele omgeving.
Toen in 1879 de Wet van Humbeeck elke gemeente verplichtte om geen vrije scholen meer te onderhouden, maar wel minstens één officiële school, maakte de gemeente Wetteren er zich vanaf door deze op Ten Ede in te richten, in de Duytstraat (thans Edeschoolstraat). De inwoners reageerden met een massale boycot: slechts een tiental kinderen gingen erheen, terwijl meer dan tweehonderd kinderen vanaf toen dagelijks in de Bommels naar school gingen in de hoeve "'t Rood Kasteeltje" (toen bekend als "'t kasteeltje van Mijnheerke D'Haenens"). De buskruitfabriek betaalde er de leerkrachten.
De liberale regering-Frère-Orban II had in 1883 een wetsontwerp klaar om Ten Ede af te scheiden als aparte gemeente van Wetteren, ondanks negatief advies van de gemeenteraad van Wetteren en van de provincieraad van Oost-Vlaanderen. Het wetsontwerp kreeg geen gevolg. Na de verpletterende nederlaag van de regering-Frère-Orban II bij de verkiezingen van 1884 kwam er meer rust in de schoolstrijd en op Ten Ede begon men aan de bouw van een nieuwe school bij het dorpsplein.

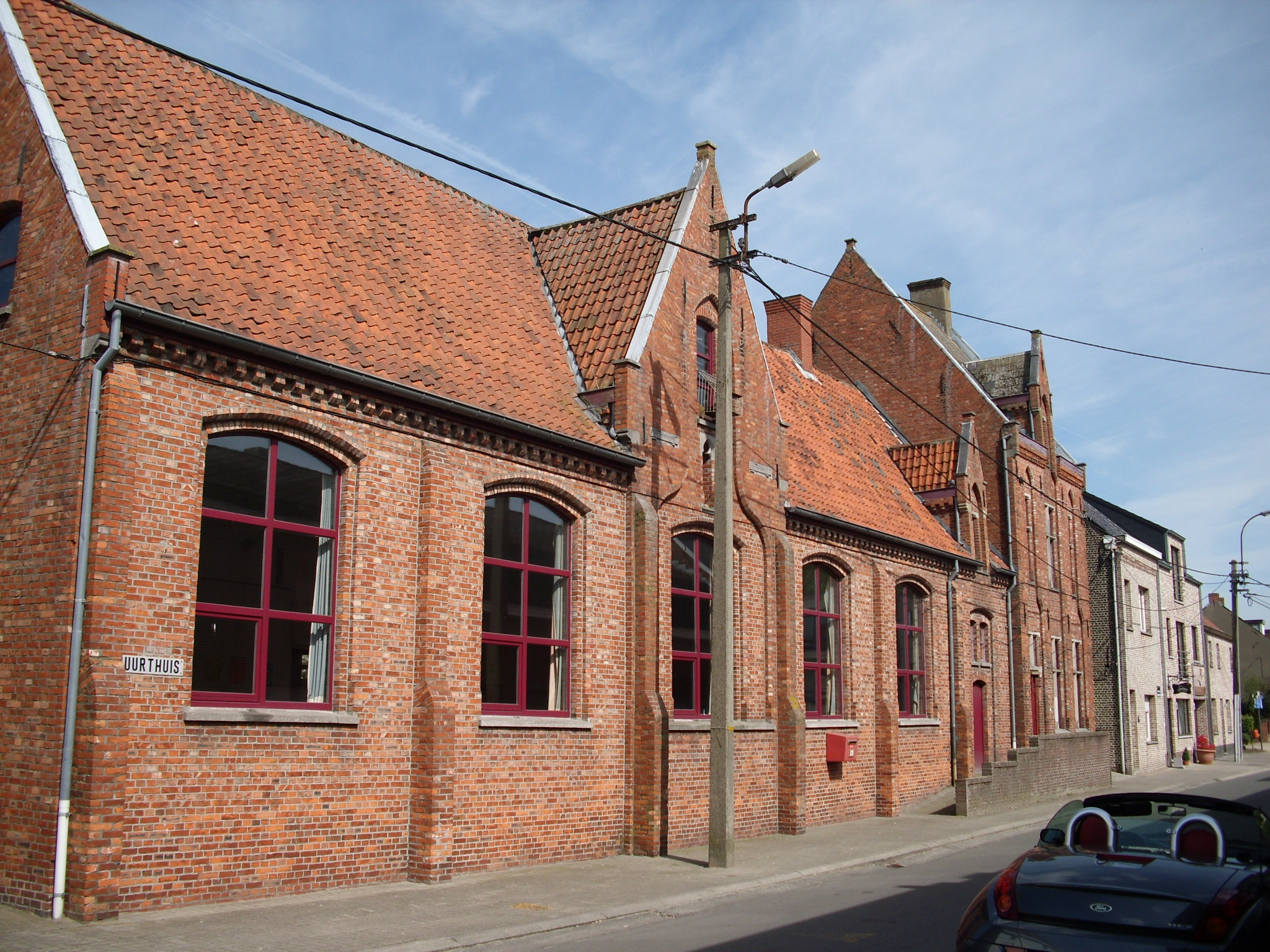
Ten Ede, parochiale lagere jongensschool en schoolmeesterswoning, in 2009

Waarschijnlijk de grootste militaire actie die het gehucht ooit meemaakte was toen het op de avond van 5 september 1944 werd bezet door een terugtrekkend Duits regiment, dat de opdracht had de brug naar Wetteren in handen te houden. In de ochtend woedde zes uur lang een slag met geallieerde soldaten, waarbij honderden gewonden in de plaatselijke herbergen werden opgevangen. Er vielen ook twee burgerslachtoffers. In de namiddag van 6 september gaven de Duitsers er zich over en was Ten Ede bevrijd.

## Kerk
De in 1454 vermelde Sint-Elooiskapel bevond zich ten noorden van de huidige kerk en was eind 16e eeuw tijdens de Tachtigjarige Oorlog vernield. In 1628 gaf de bisschop van Gent toestemming aan de bewoners om de kapel op eigen kosten weer op te bouwen.
De huidige kerk dateert van 1753; ze kwam ten zuiden van de kapel, die te oud en te klein was geworden en in 1750 werd afgebroken. Voor de bouw schonk de Gentse schepen Frans Willaeys zijn naast de kapel gelegen stuk grond, dat bekend stond als de capellebocht, terwijl hij ook een deel van de kosten op zich nam. De kerk werd toegewijd aan de heilige Anna. 
De kerk zelf is beschermd sinds 2005, het orgel sinds 1980.

## Bezienswaardigheden
- Sint-Annakerk
- Het Kasteel Cooppalfabriek van de voormalige buskruitfabriek Cooppal in de wijk Voorde
- De Ham (natuurgebied)

## Trivia

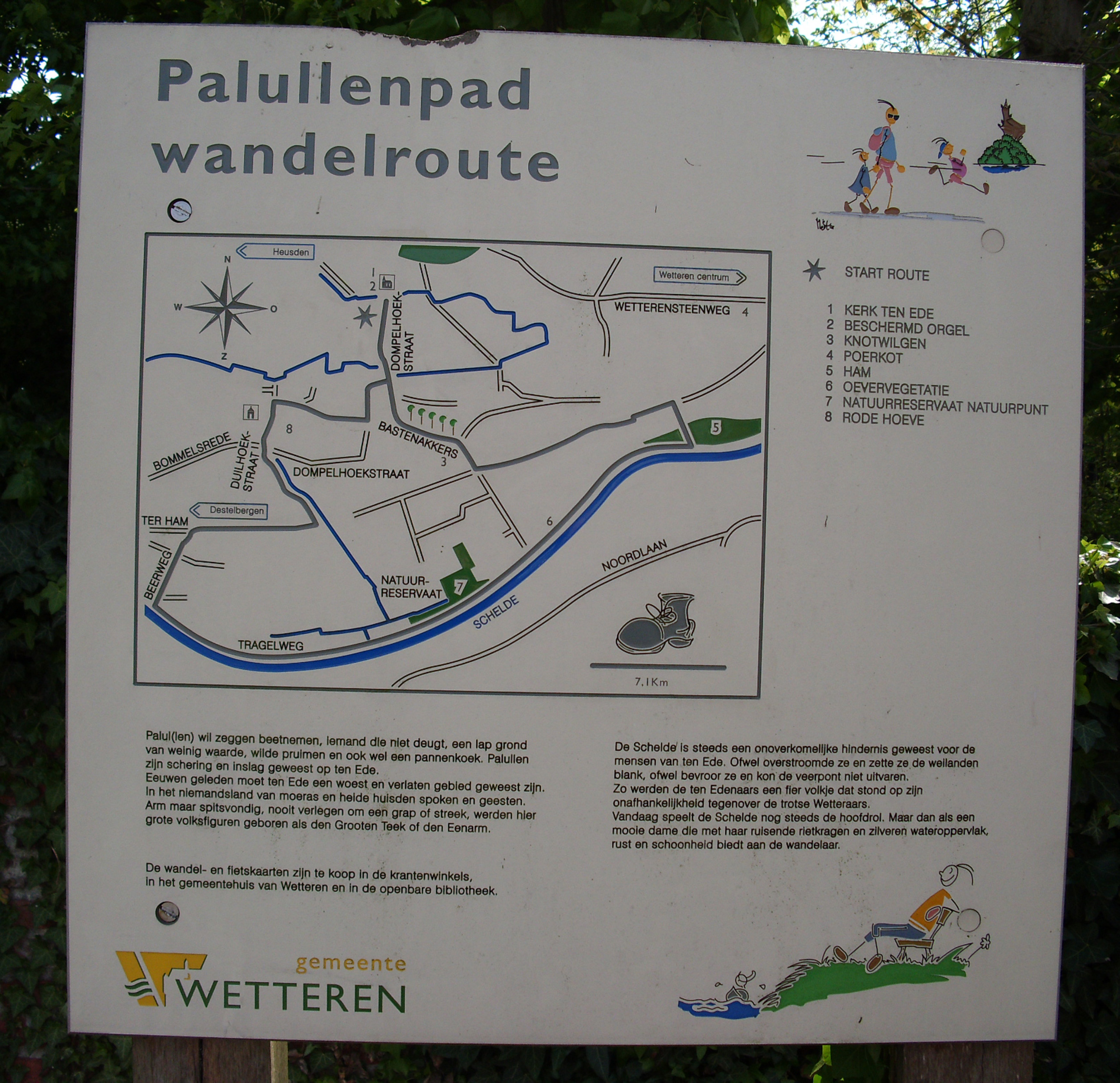
Palullenpad Wetteren-Ten-Ede

- Voor de Eerste Wereldoorlog telde Ten Ede 43 herbergen.
- Het Prullenbos werd in 1686 voor het eerst vermeld als "Palleulbosch", in 1725 vindt men: "Pallulbosch noort Laerne. Aan de Groenstraat of Wetterheetstraat". De huidige wandelroute Palullenpad ligt echter aan de andere kant van het gehucht.
- De aan de Mellesteenweg opgegroeide Octaaf De Wilde (1919-1987) stond als mederekruut van  Valère Depauw model voor Taafken De Wilde in diens door Victor Quienen geïllustreerde boek "De 15de Compagnie".[7]
- "Zo oud als 't Gaverstraatje" is de lokale variant van "zo oud als de weg naar Rome".

## Nabijgelegen kernen
Melle, Heusden, Laarne, Overschelde